# Masca Morții Roșii (film din 1964)
Masca Morții Roșii (în engleză The Masque of the Red Death) este un film de groază britanic din 1964, regizat de Roger Corman după un scenariu de Charles Beaumont bazat pe o povestire omonimă de Edgar Allan Poe. Rolurile principale sunt interpretate de actorii Vincent Price, Hazel Court și Jane Asher.

## Distribuție
| Actor         | Rol                        |
| ------------- | -------------------------- |
| Vincent Price | prințul Prospero           |
| Hazel Court   | Juliana                    |
| Jane Asher    | Francesca                  |
| David Weston  | Gino, iubitul Francescăi   |
| Nigel Green   | Ludovico, tatăl Francescăi |